# Kleinhegesdorf
Kleinhegesdorf ist ein Ortsteil der Gemeinde Apelern in der Samtgemeinde Rodenberg im Landkreis Schaumburg im Bundesland Niedersachsen in Deutschland.

## Geographie
Kleinhegesdorf ist mit etwa 110 Einwohnern einer der beiden kleinsten Ortsteile von Apelern. Das Straßendorf liegt im Soldorfer Becken zwischen den Ausläufern der Höhenzüge Süntel, Bückeberg und Deister an der Kreisstraße 54.

## Geschichte
Kleinhegesdorf ist von Landwirtschaft geprägt. Im Jahr 1846 hatte der Ort bereits 142 Einwohner in 26 Häusern.
Am 1. März 1974 wurde Kleinhegesdorf wie die umliegenden Dörfer Groß Hegesdorf, Lyhren, Reinsdorf und Soldorf in die Gemeinde Apelern eingegliedert. Kleinhegesdorf hat keinen Ortsrat.
Die Freiwillige Feuerwehr hat sich wegen des Mangels an aktiven Personal zum Jahresende 1998 aufgelöst. Im Jahr 1999 wurde der Dorfgemeinschaftsverein Kleinhegesdorf gegründet.